# Tibellus asiaticus
Tibellus asiaticus es una especie de araña cangrejo del género Tibellus, familia Philodromidae. Fue descrita científicamente por Kulczynski en 1908.

## Distribución
Esta especie se encuentra en Rusia (Siberia Media al Lejano Oriente) y América del Norte.